# Ferdinand von Schirach
Ferdinand von Schirach (* 1964, Mnichov) je německý právník a spisovatel, jemuž byla za soubor krátkých povídek Verbrechen (2009; česky Zločiny, 2011) udělena v roce 2010 Kleistova cena. Práva na překlad této knihy byla k roku 2010 odprodána do více než 30 zemí světa.

## Životopis
Je vnukem Baldura von Schiracha, bývalého člena NSDAP, odsouzeného po druhé světové válce v rámci tzv. Norimberských procesů. Kým byl jeho dědeček si uvědomil až ve věku 12 let, když za svých školních let potkával v lavicích známá jména z období národního socialismu (např. Speer, Stauffenberg, Riebbentrop, Lüninck).
V roce 1984 složil úspěšně maturitní zkoušku na jezuitské koleji ve městě St. Blasien ve Schwarzwaldu, posléze vykonal povinnou základní vojenskou službu u Bundeswehru. V letech 1987–1991 studoval práva na univerzitě v Bonnu. Spisovatel a právník Bernhard Schlink, autor knihy Předčítač, byl jedním z jeho profesorů. Od roku 1994 pracuje jako advokát a obhájce v Berlíně.

### Literární dílo
Německými stejně jako zahraničními médii (např. Der Spiegel, Focus, Libération, The New York Times, The Independent etc.) byl jako literát v minulosti velice kladně hodnocen a dokonce přirovnáván k autorům jakými byli např. Franz Kafka nebo Heinrich von Kleist. V Japonsku se těší autor také veliké oblibě, jeho román Tabu zde byl dokonce pro tamější jevištní scénu zdramatizován.

#### České překlady z němčiny
- Zločiny (orig. "Verbrechen", 2009)[12]. 1. vyd. Praha: Knižní klub, 2011. 191 S. Překlad: Antonín Lang